# Kdopak to mluví
Kdopak to mluví (v anglickém originále Look Who's Talking) je americká filmová komedie z roku 1989. Režisérem filmu je Amy Heckerling. Hlavní role ve filmu ztvárnili John Travolta, Kirstie Alleyová, George Segal, Olympia Dukakis a Twink Caplan.

## Obsazení
| John Travolta                                                  | James Ubriacco |
| Kirstie Alleyová                                               | Mollie         |
| George Segal                                                   | Albert         |
| Olympia Dukakis                                                | Rosie          |
| Twink Caplan                                                   | Rona           |
| Jay Boushel                                                    | Melissa        |
| Abe Vigoda                                                     | dědeček        |
| Jason Schaller/Jaryd Waterhouse/Jacob Haines/Christopher Aydon | Michael        |
| Bruce Willis                                                   | hlas Michaela  |
| Joan Riversová                                                 | hlas Julie     |